# Elxan Rəsulov
Elxan Rəsulov, ros. Эльхан Расулов - Elchan Rasułow (ur. 26 marca 1960 w Baku, Azerbejdżańska SRR) – azerski piłkarz, grający na pozycji bramkarza, trener piłkarski.

## Kariera piłkarska

### Kariera klubowa
Karierę rozpoczął w 1978 roku w miejscowym klubie Neftçi PFK. W 1983 przeszedł do SKA-Karpaty Lwów, w którym został bramkarzem nr 1 zespołu. Po reorganizacji klubu przeniósł się w 1989 do SKA Chabarowsk.
Od stycznia 1991 był zawodnikiem polskiej Stali Sanok, przechodząc do niej z Hałyczyny Drohobycz. Potem powrócił do Azerbejdżanu, do macierzystego klubu Neftçi Baku. Latem 1993 został ponownie zaproszony do ukraińskiego klubu Karpaty Lwów, w którym występował do zakończenia swojej kariery piłkarskiej w 1997 roku.

## Kariera trenerska
Po zakończeniu kariery piłkarskiej rozpoczął karierę trenerską. Zamieszkał w Niemczech. Został asystentem szkoelnia bramkarzy w klubie Herforder SV.

## Sukcesy i odznaczenia
Sukcesy klubowe
- brązowy medalista Pierwszej ligi ZSRR: 1984, 1985
- brązowy medalista Ukrainy: 1998